# Марион (Огайо)
Марион (англ.  Marion) — город и административный центр округа Марион в штате Огайо США.

## Описание
Административный центр округа Марион с 1824 года. Находится в северо-центральном Огайо, примерно в 45 милях (70 км) к северу от Колумбуса. Заложенный около 1820 года, он сначала назывался Джейкобс-Уэлл (в честь Джейкоба Фуса, который копал там воду). Переименованный в 1822 году в честь генерала Фрэнсиса Мэриона, известного по Войне за независимость США, он был инкорпорирован в качестве деревни в 1830 году. Промышленное развитие началось в 1863 году, когда немецкий механик Эдвард Хубер основал там завод по производству сельскохозяйственного оборудования. Вскоре община стала выдающейся в производстве землеройной техники (ведущая отрасль до 1990-х годов).

## Население
| 2010   | 2020    |
| ------ | ------- |
| 36 837 | ↘35 999 |